# Saber Madeira
A Saber Madeira é uma revista mensal portuguesa de informação, editada pelo grupo O Liberal, com cobertura e comercialização em todo o arquipélago da Madeira.